# Själland
Själland (danska: Sjælland) är det egentliga Danmarks största ö (bortsett från hela världens största ö Grönland, som också tillhör Danmark), med sina 7 031 kvadratkilometer. Den är belägen i östra Danmark, precis väster om det svenska fastlandet. Själland avgränsas i väster av Stora Bält och i öster av Öresund. Själlands nordligaste punkt, Gilbjerg hoved, utgör den västliga gränsen för Öresund. Ön hade 2 243 297 invånare 2015 och 2 409 950 tio år senare (2025).
Själland tillhör Öresundsregionen.[källa behövs] Danmarks huvudstad Köpenhamn ligger till större delen på Själland, men även på Amager.

## Städer på Själland
- Frederikssund
- Frederiksværk
- Helsingör
- Hillerød
- Holbæk
- Hundested
- Kalundborg
- Korsør
- Køge
- Nykøbing Sjælland
- Næstved
- Ringsted
- Roskilde
- Slagelse
- Stenløse
- Vordingborg

## Legenden

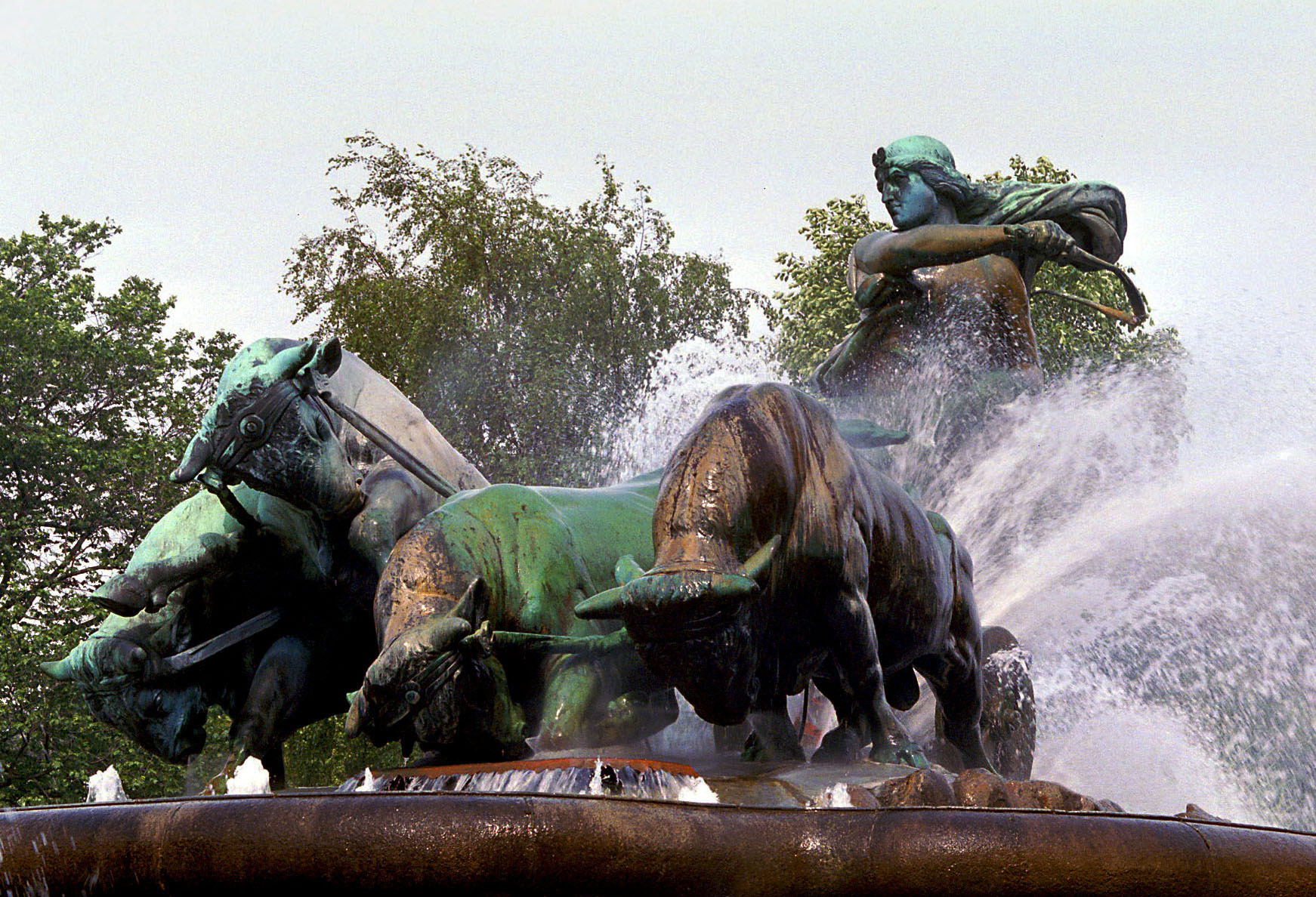
Gefionfontänen i Köpenhamn är konstnären Anders Bundgaards tolkning av Gjefons plöjning.

I Gylfaginning beskrivs hur Själland uppstod när Gefjon med fyra oxar plöjde  ön ut ur Sverige och hålet blev till Mälarn, eller kanske Vänern.